# St.-Marien-Kirche (Waase)

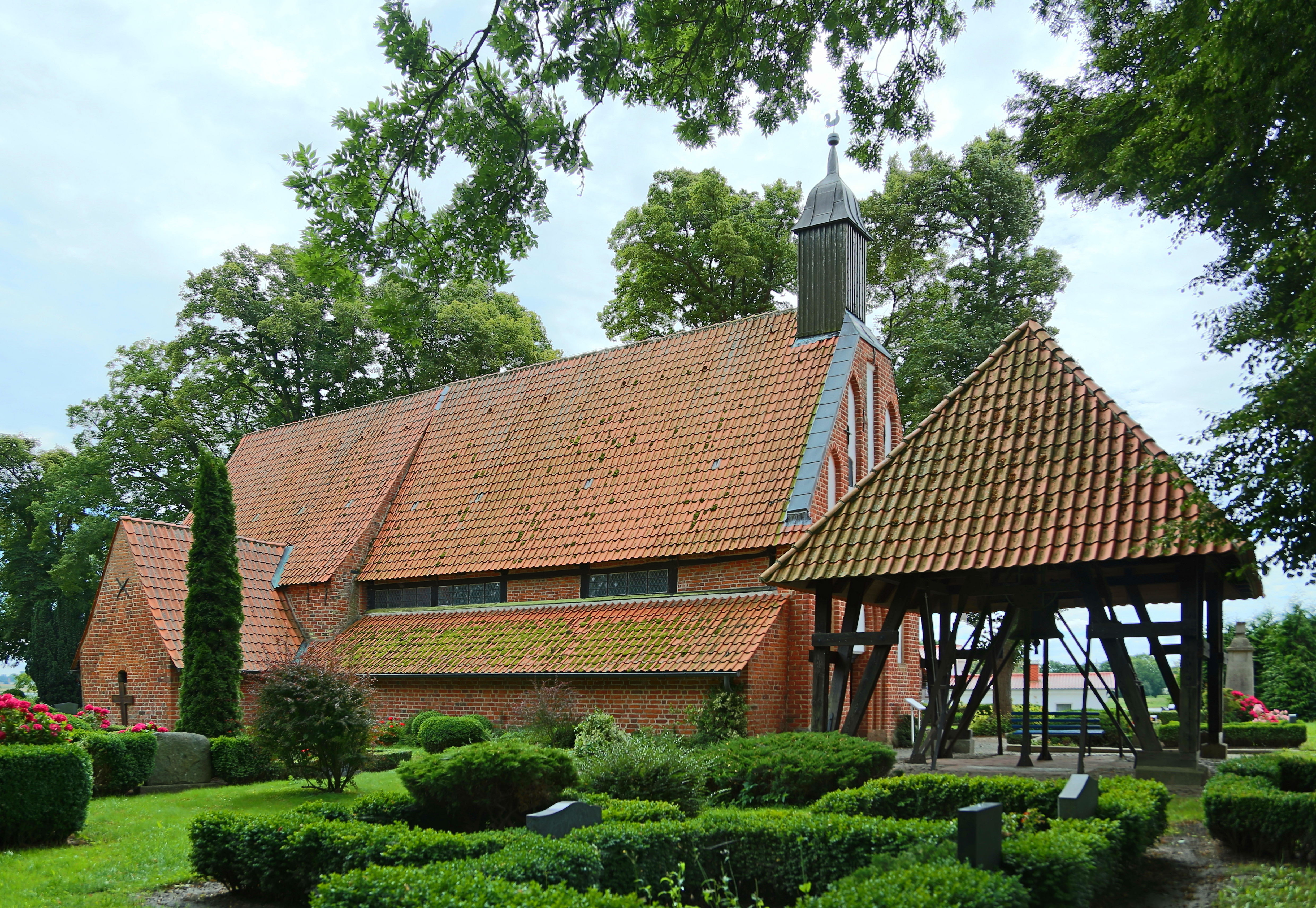
Nordseite, Obergaden mit Fachwerkbalken,
niedriges Seitenschiff fensterlos

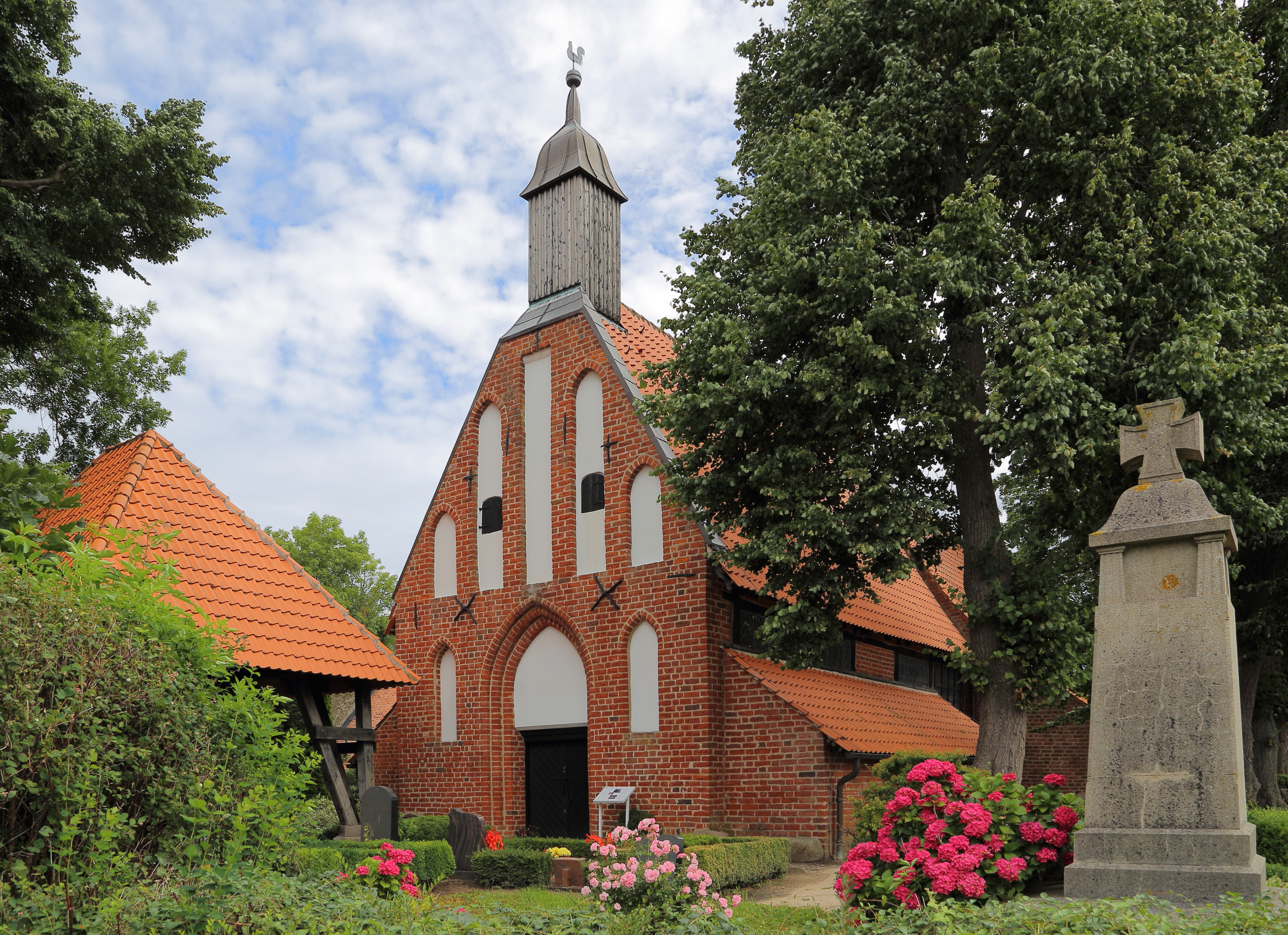
Westgiebel mit Blenden

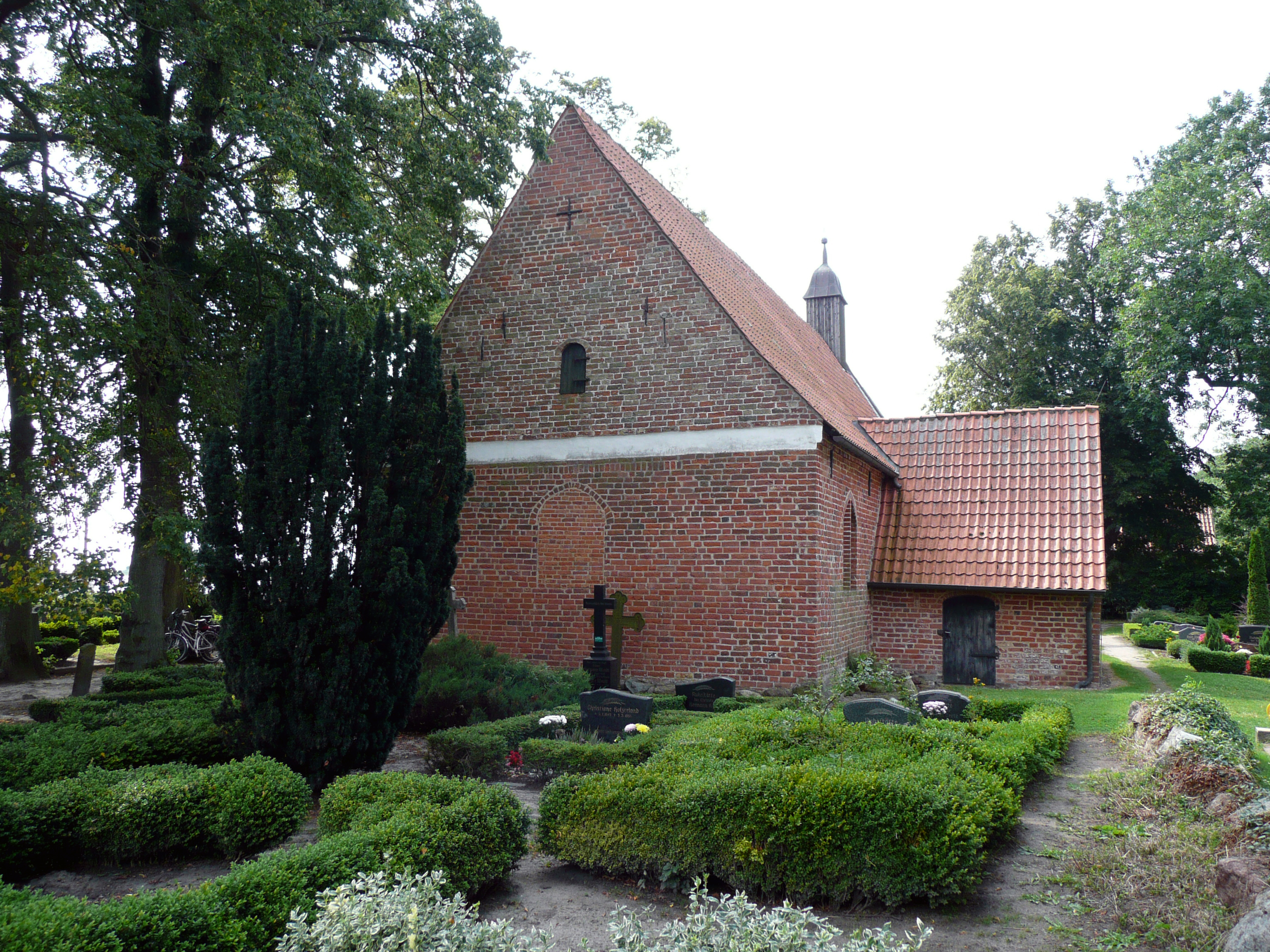
Chorgiebel mit vermauertem Fenster

Die St.-Marien-Kirche zu Waase ist die evangelische Pfarrkirche der Kirchgemeinde Gingst auf der Insel Ummanz. Sie ist die einzige Kirche auf der Insel.

## Anfänge
Die St.-Marien-Kirche zu Waase wurde erstmals im Jahr 1322 als Ecclesia Omanz urkundlich erwähnt und als selbständige Pfarrstelle betrieben. Im Jahr 1341 wurde die Kirche dem Heilgeisthospital zu Stralsund unterstellt.

## Architektur
Die Kirche ist eine Basilika mit schmalen fensterlosen Seitenschiffen. Das Langhaus erhält also sein gesamtes Licht aus den bandförmigen Obergadenfenstern. Arkaden und Hochschiffswände bestehen aus Eichenholz-Fachwerk mit Ziegelstein-Ausfachung. Das Holz ist dendrochronologisch auf 1381 datiert. Die Außenwände der Seitenschiffe sind massiv aus Backstein, ebenso der um 1500 errichtete, blendengeschmückte Westgiebel. Chor und Sakristei zeigen in den Wänden auch kein Holz, aber Balken der Deckenkonstruktion ragen frei durch den Raum. Im Ostgiebel gibt es ein vermauertes leicht spitzbogiges Fenster. Die Seitenfenster des Chors sind mit ihren geknickten Bögen und dem Nur-Stab-Maßwerk an der Stralsunder Marienkirche orientiert. Über dem Westgiebel erhebt sich ein hölzerner Giebelreiter mit Zwiebelhaube. Südwestlich steht ein breitgelagerter Glockenstuhl mit Zeltdach.

## Ausstattung
Ein kostbares Ausstattungsstück stellt das Antwerpener Retabel dar. Es ist ein spätgotisches Wandelretabel, das etwa um 1520 im Auftrag des Schweriner Bistumsverwalters Zutfeld Wardenberg gefertigt wurde. Wardenberg war Archidiakon von Tribsees und galt als großer Thomasverehrer. Dieses stand ursprünglich auf dem Laienaltar S. Crucis in der Stralsunder St. Nikolai-Kirche, an dem Wardenberg ein stattliches Beneficium unterhielt. Im Jahr 1702 wurde es im Zuge der Umgestaltung ihrer Chorschranke abgebaut und für fünfzig Taler an die Pfarrkirche in Waase verkauft. Der geschnitzte Mittelteil zeigt Szenen aus der Passionsgeschichte sowie aus dem Leben Thomas Beckets, des Lordkanzlers des englischen Königs Heinrich II. Auf den Flügeln des Altars sind insgesamt zwölf Tafelbilder zu sehen, sechs in aufgeklapptem Zustand, sechs in zugeklapptem Zustand

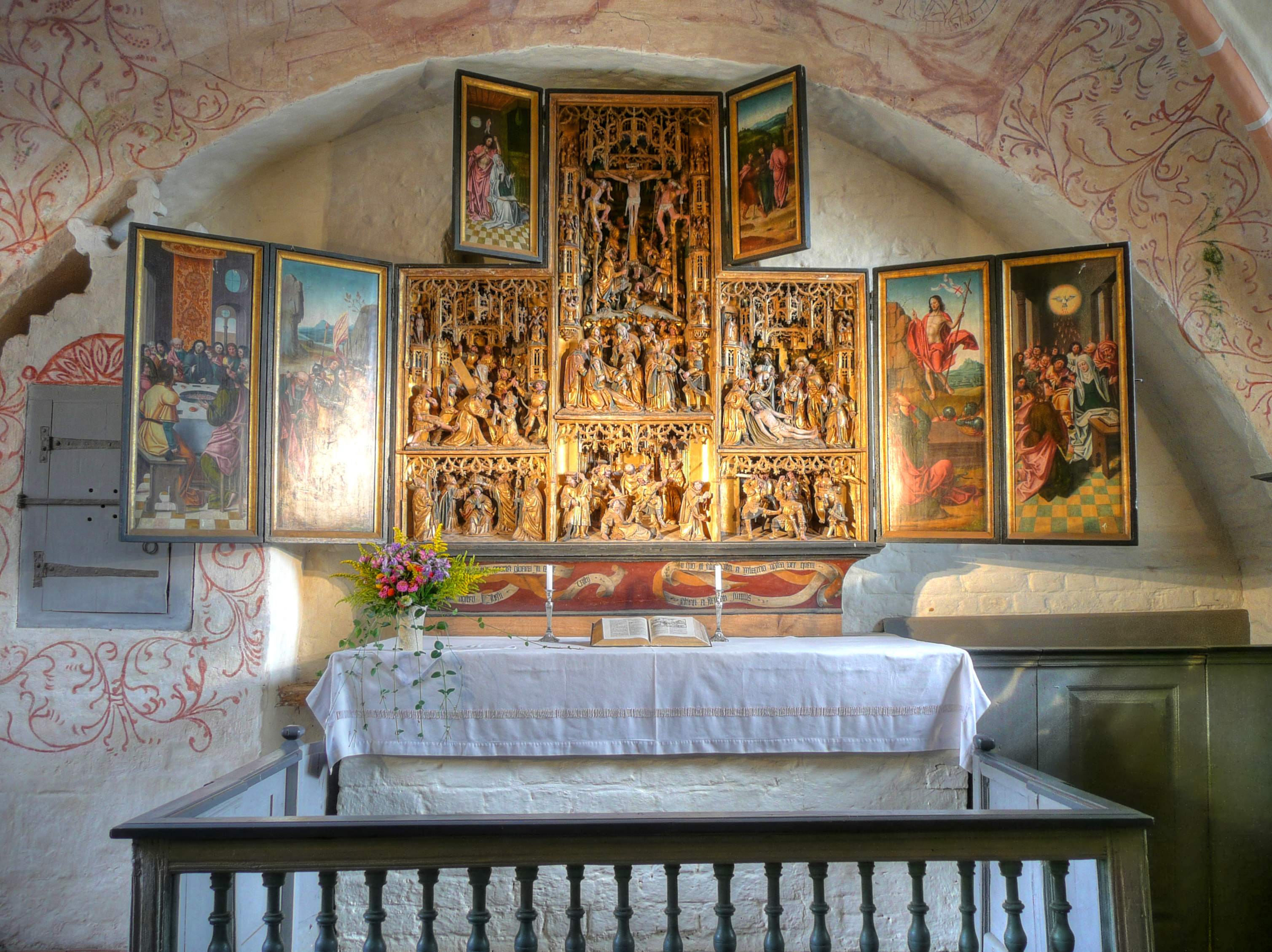
Aufgeklappter Flügelaltar, ganz links Sakramentsschrein aus dem 15. Jh.
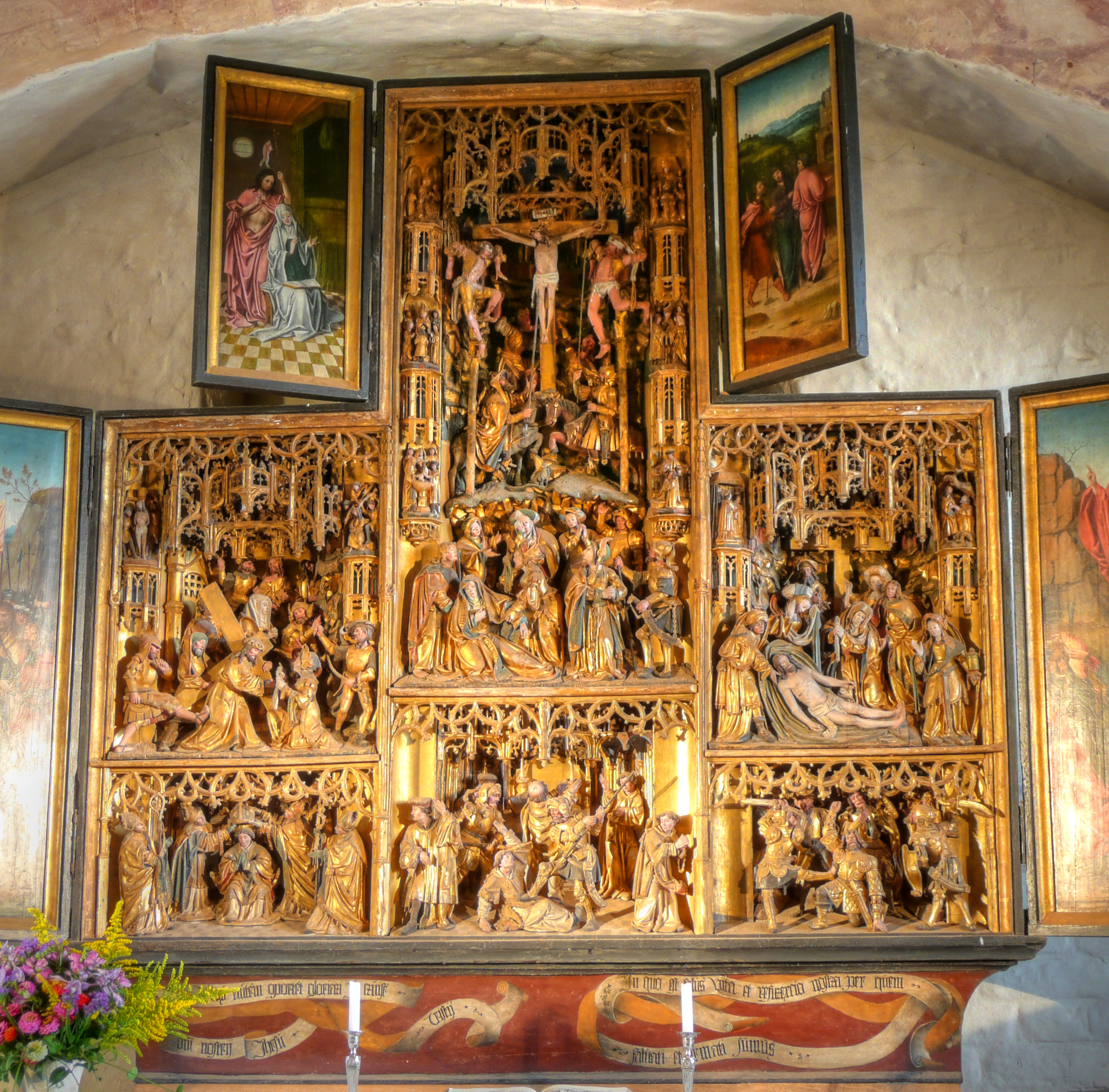
Mittelteil des Altars mit Schnitzwerk
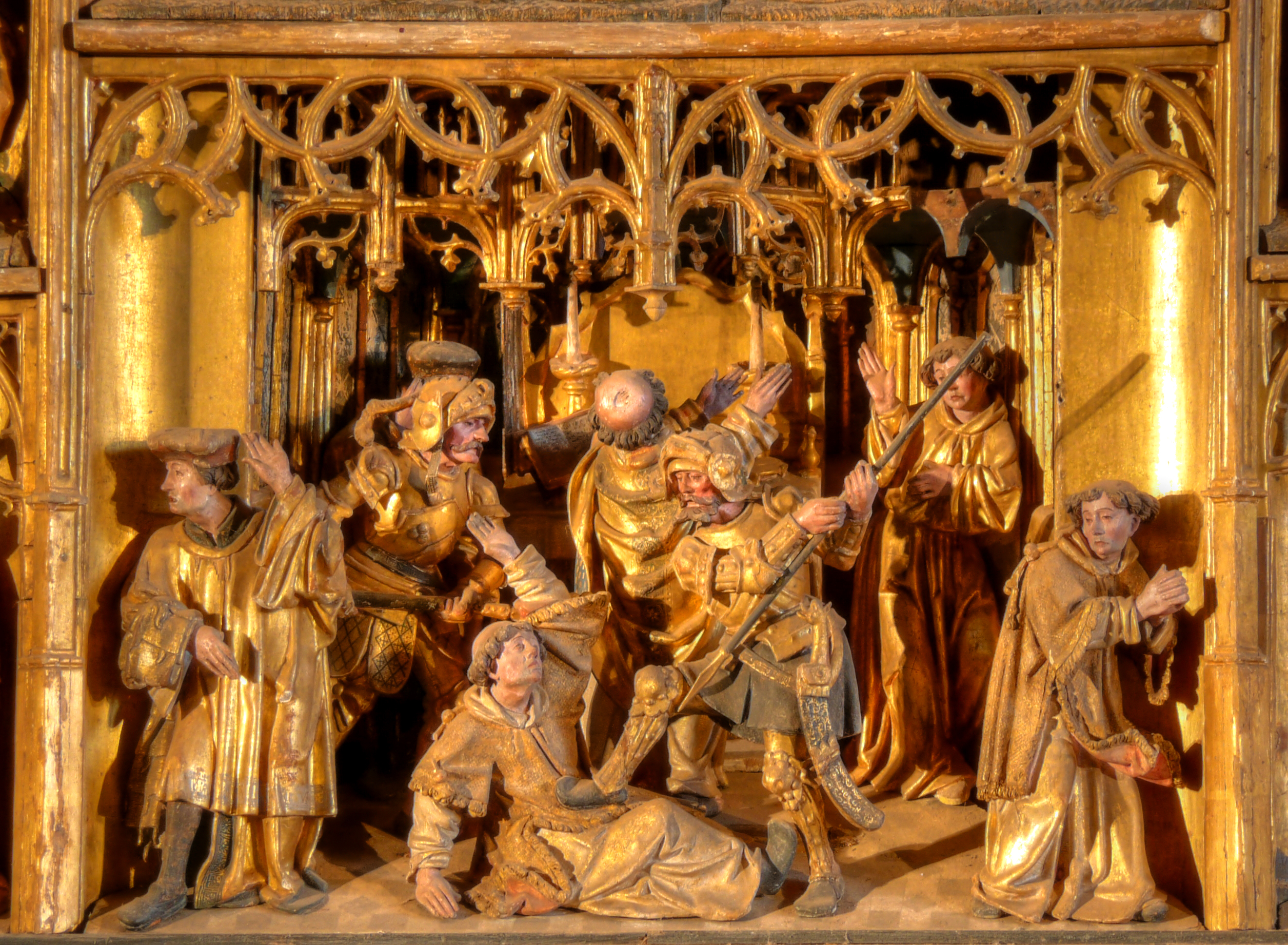
Ermordung Thomas Beckets

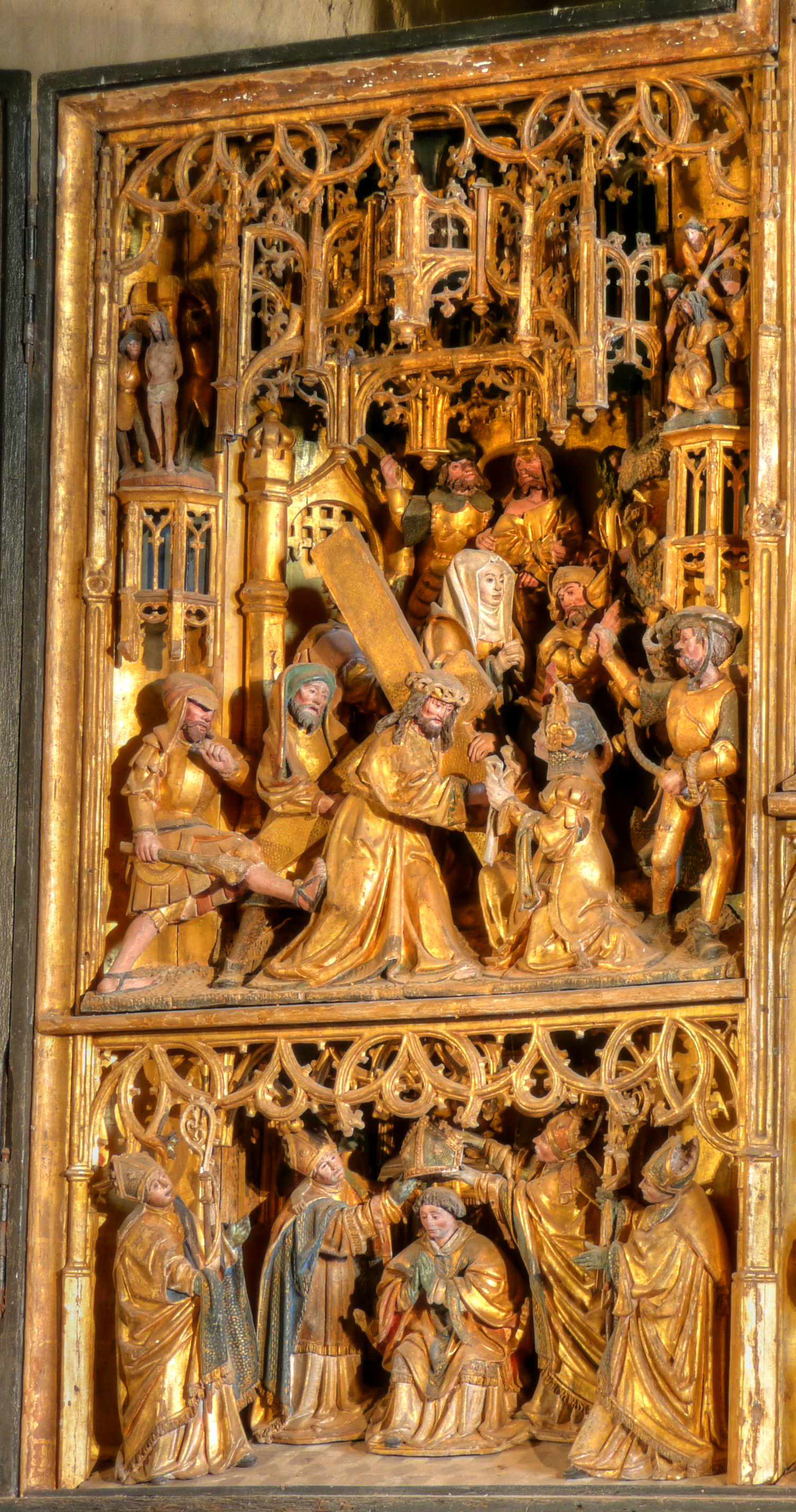
oben: Kreuztragung; unten: Einsetzung Thomas Beckets als Erzbischof von Canterbury
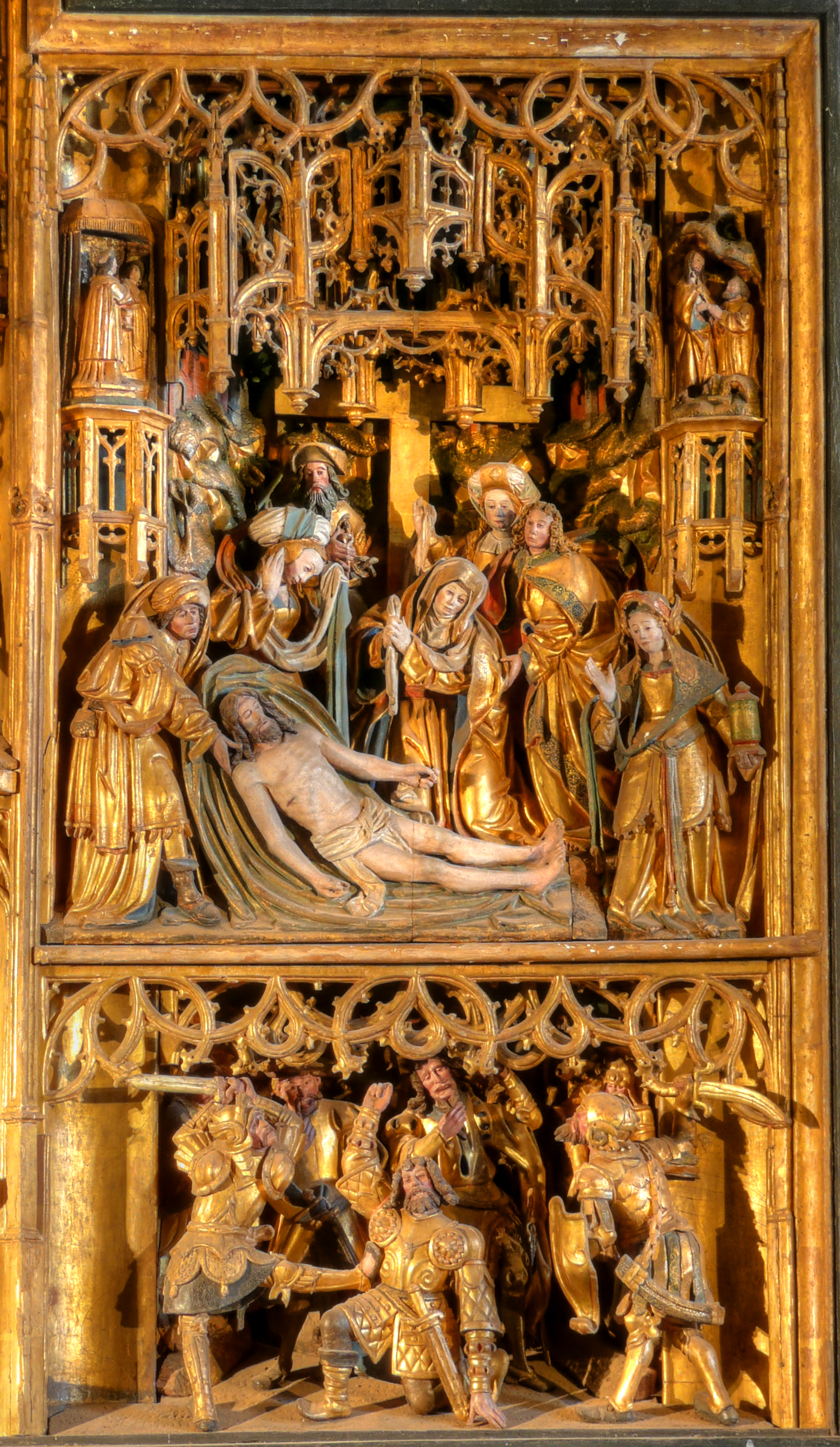
Beweinung Christi (oben) und Schwur Heinrich II. (unten)
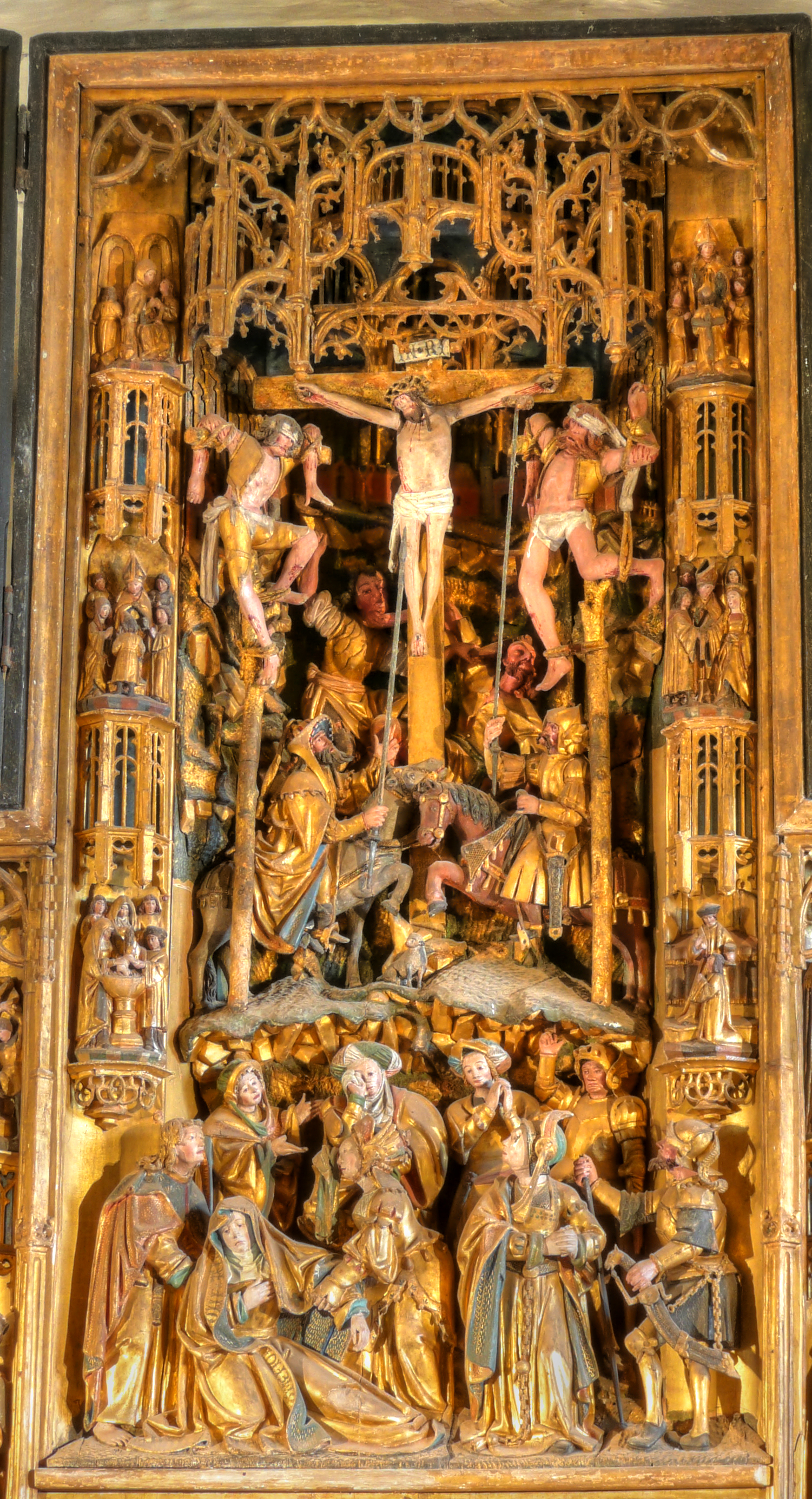
Kreuzigung
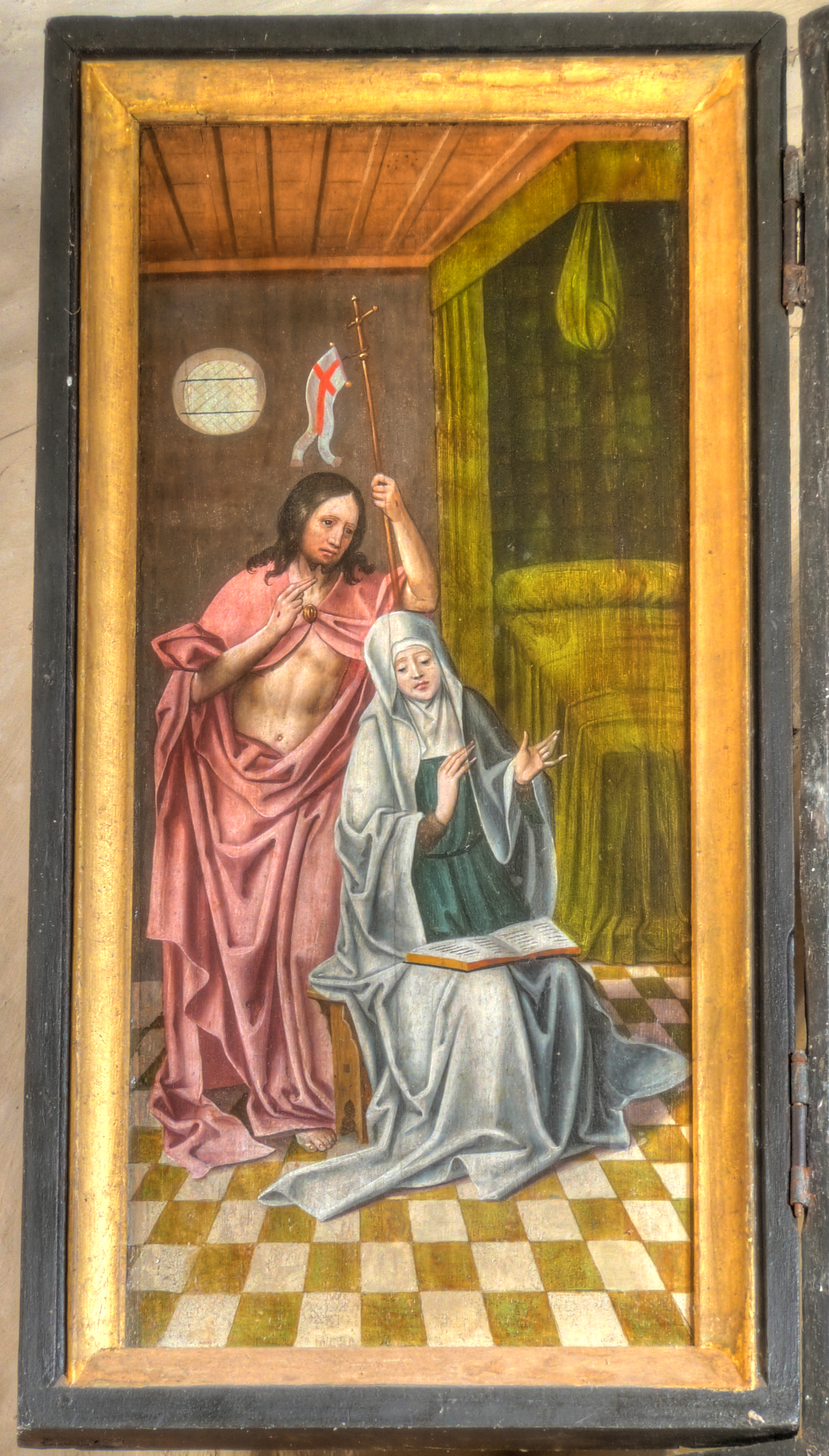
Erscheinung des Auferstandenen vor Maria (Tafelbild)
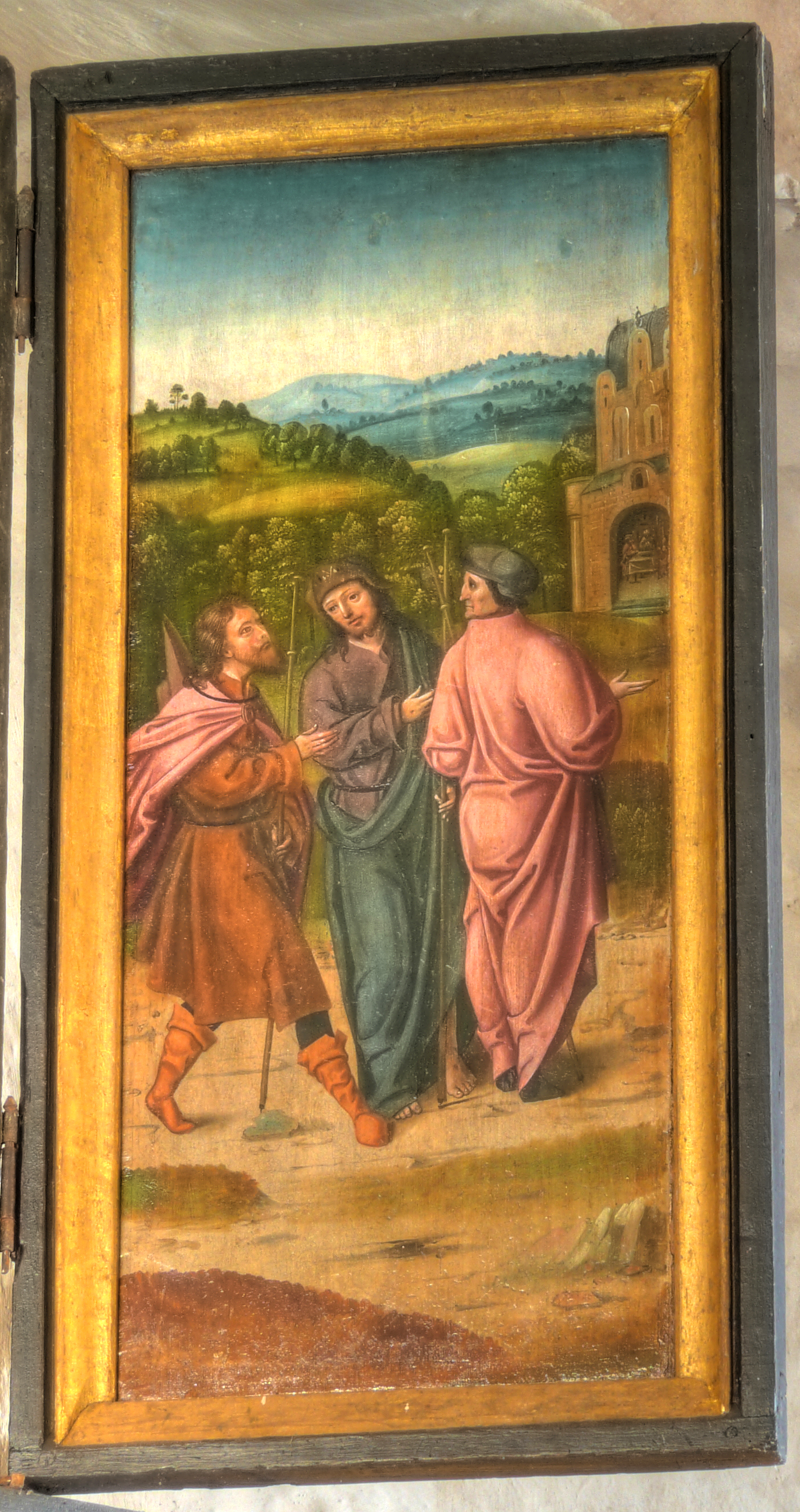
Christus trifft zwei Jünger auf dem Weg nach Emmaus (Tafelbild)
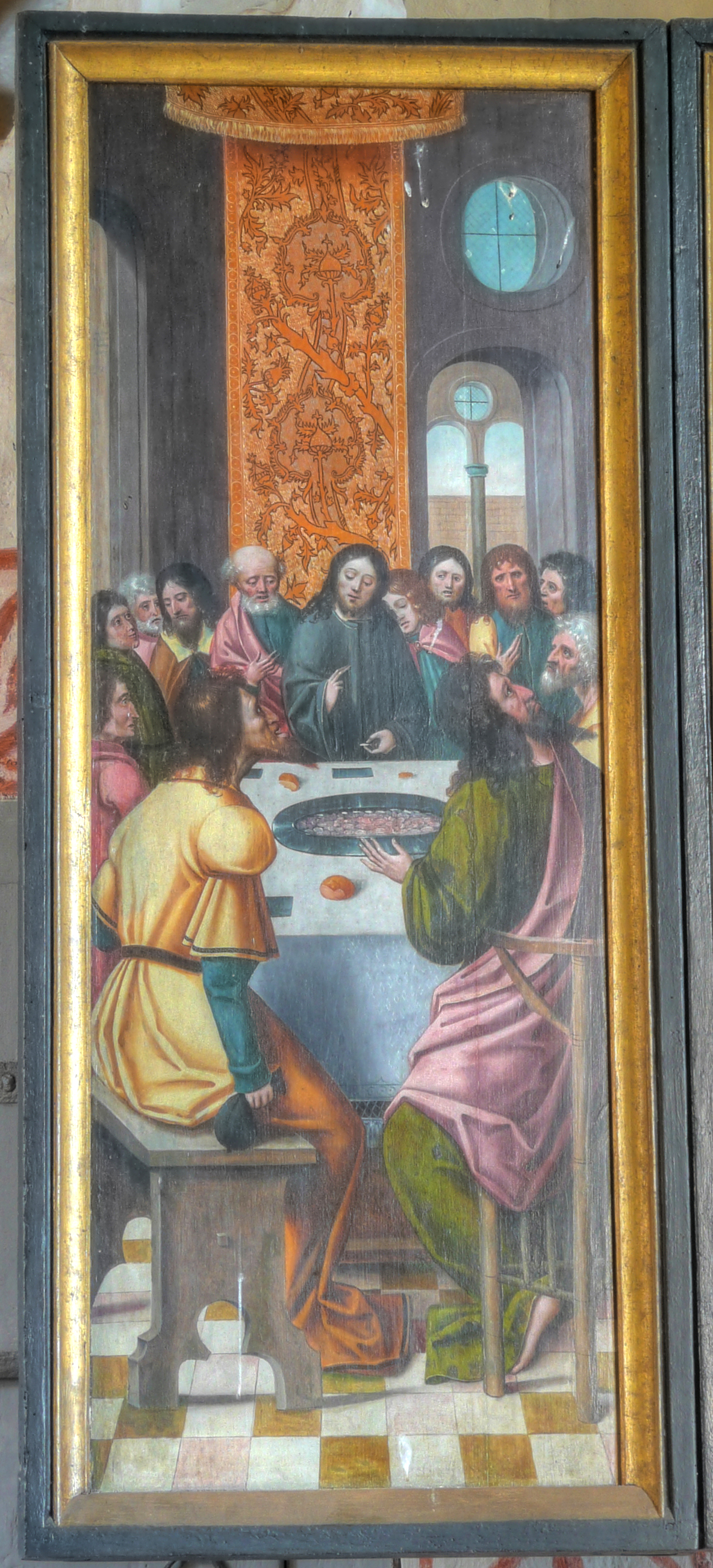
Abendmahl (Tafelbild)
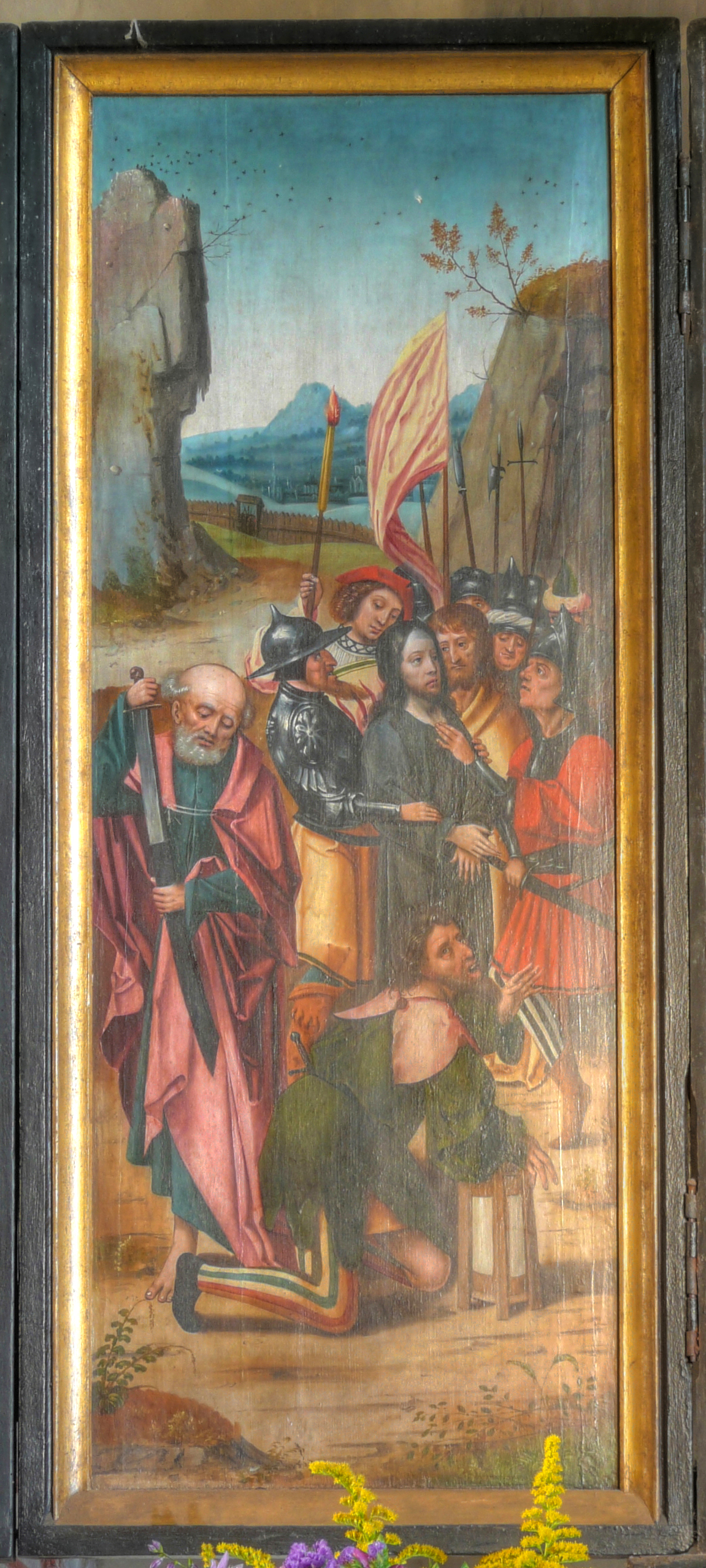
Gefangennahme Christi (Tafelbild)
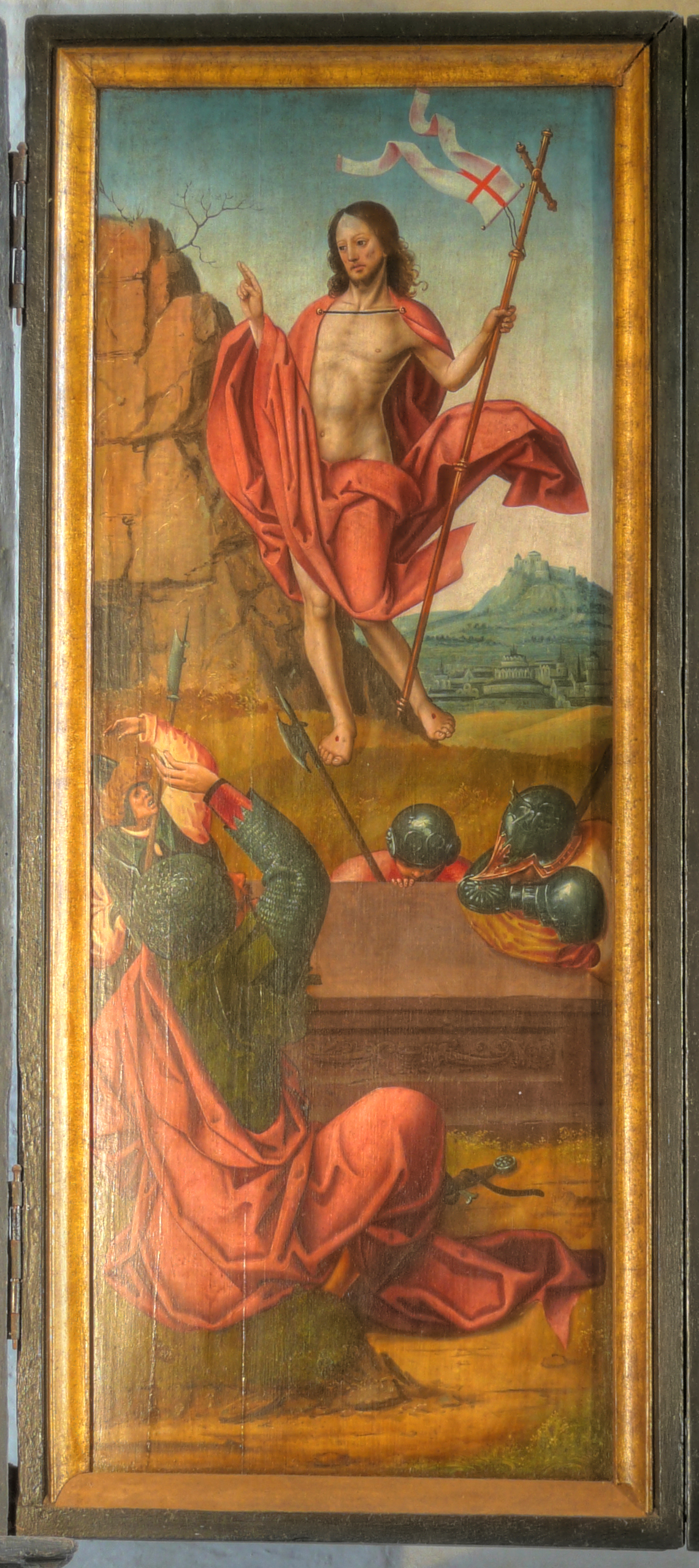
Auferstehung (Tafelbild)
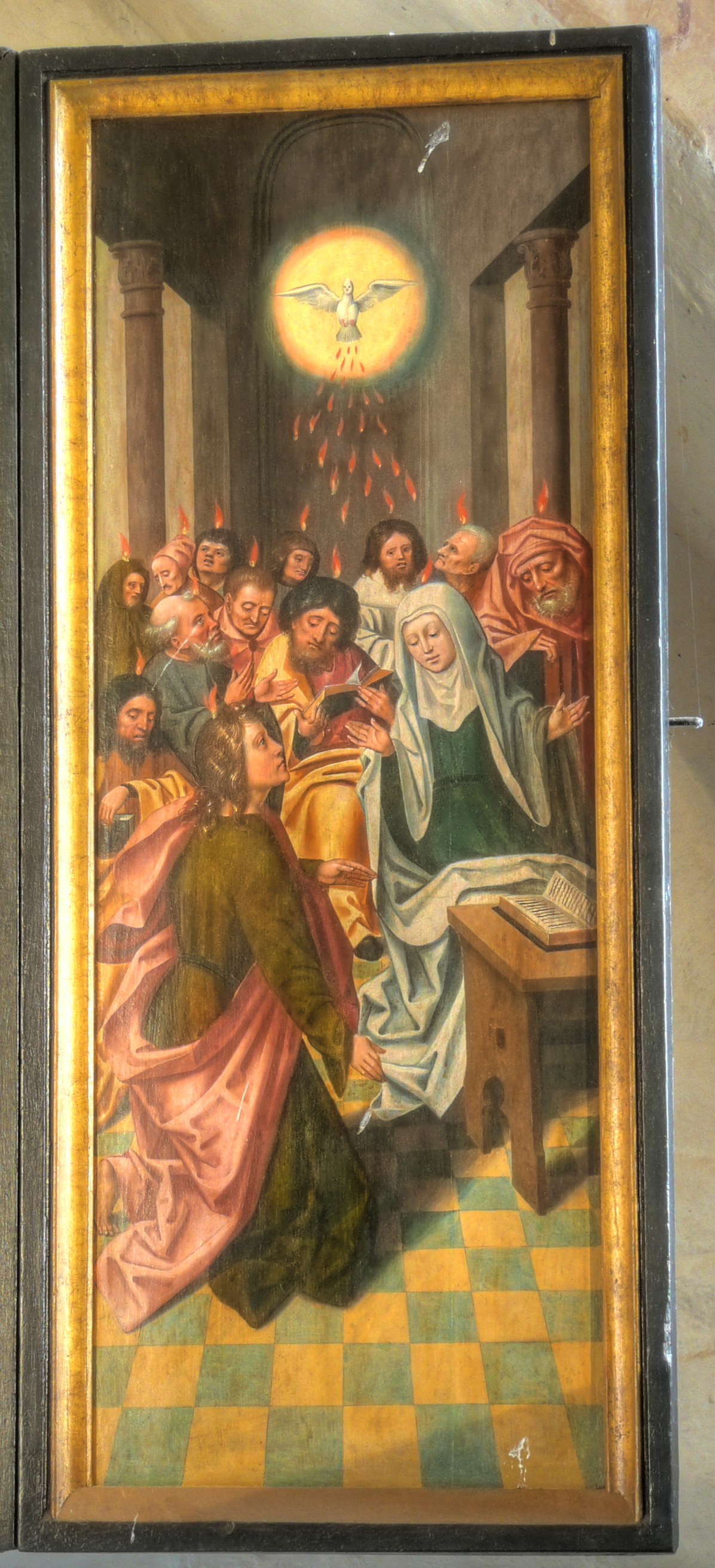
Ausgießung des Heiligen Geistes (Tafelbild)

Das spätgotische Kruzifix der Kirche stammt aus dem Jahr 1500. Etwa zeitgleich befand sich auf dem Hochaltar ein mittelalterlicher Heiligenschrein mit den Heiligen Anna Selbdritt, Maria und Katharina, der sich zur Zeit ebenso im Stralsund-Museum befindet wie auch der aufwändig gestaltete frühgotische Taufstein aus gotländischem Kalkstein. In der Kirche erhalten hat sich der aus dem 15. Jahrhundert stammende Sakramentschrein an der Ostwand der Kirche, der Bronzeleuchter vor dem Chorbogen (ebenfalls 15. Jahrhundert) und der separate Glockenturm neben der Kirche. Die Renaissancekanzel stammt aus dem Jahre 1572.

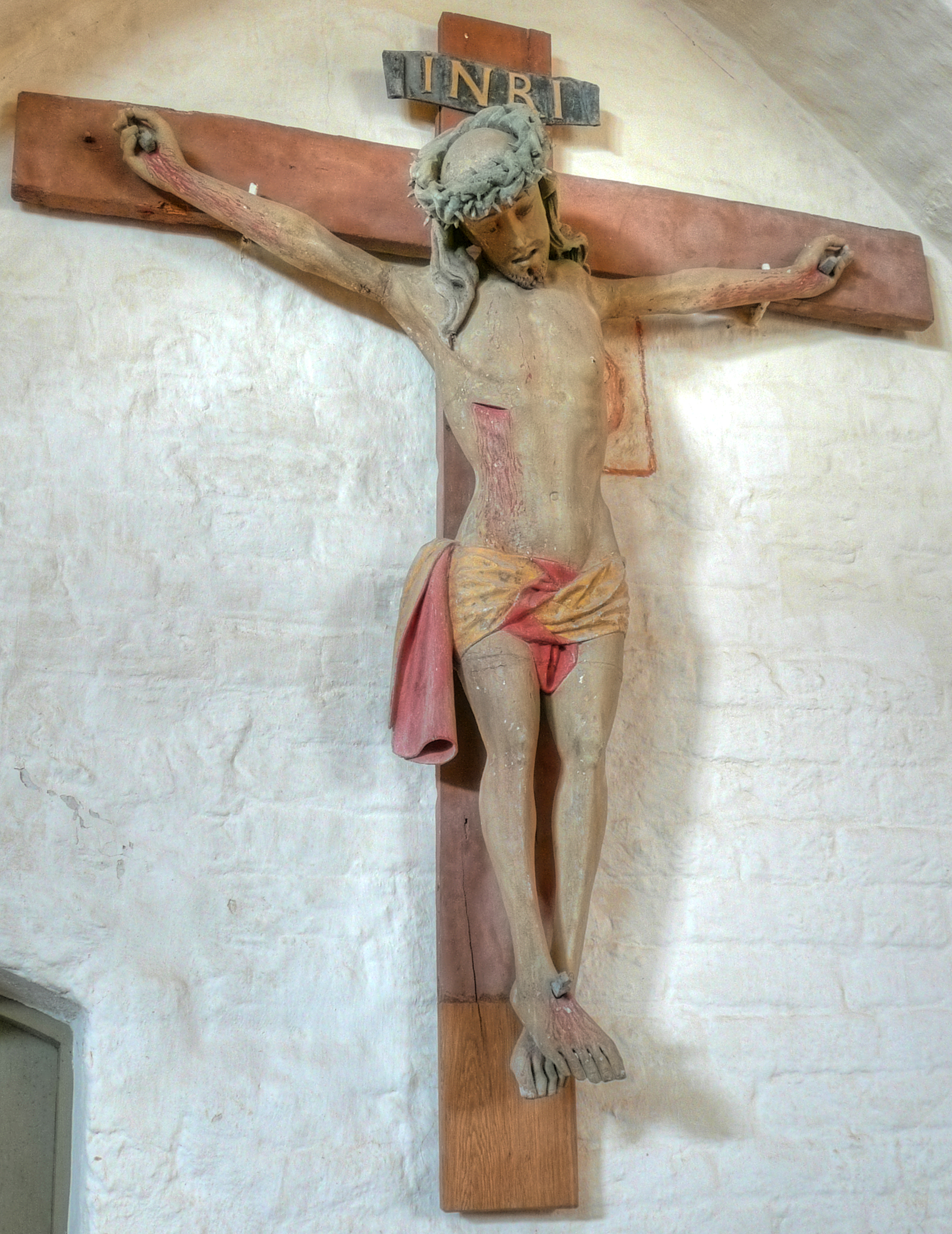
Kruzifix
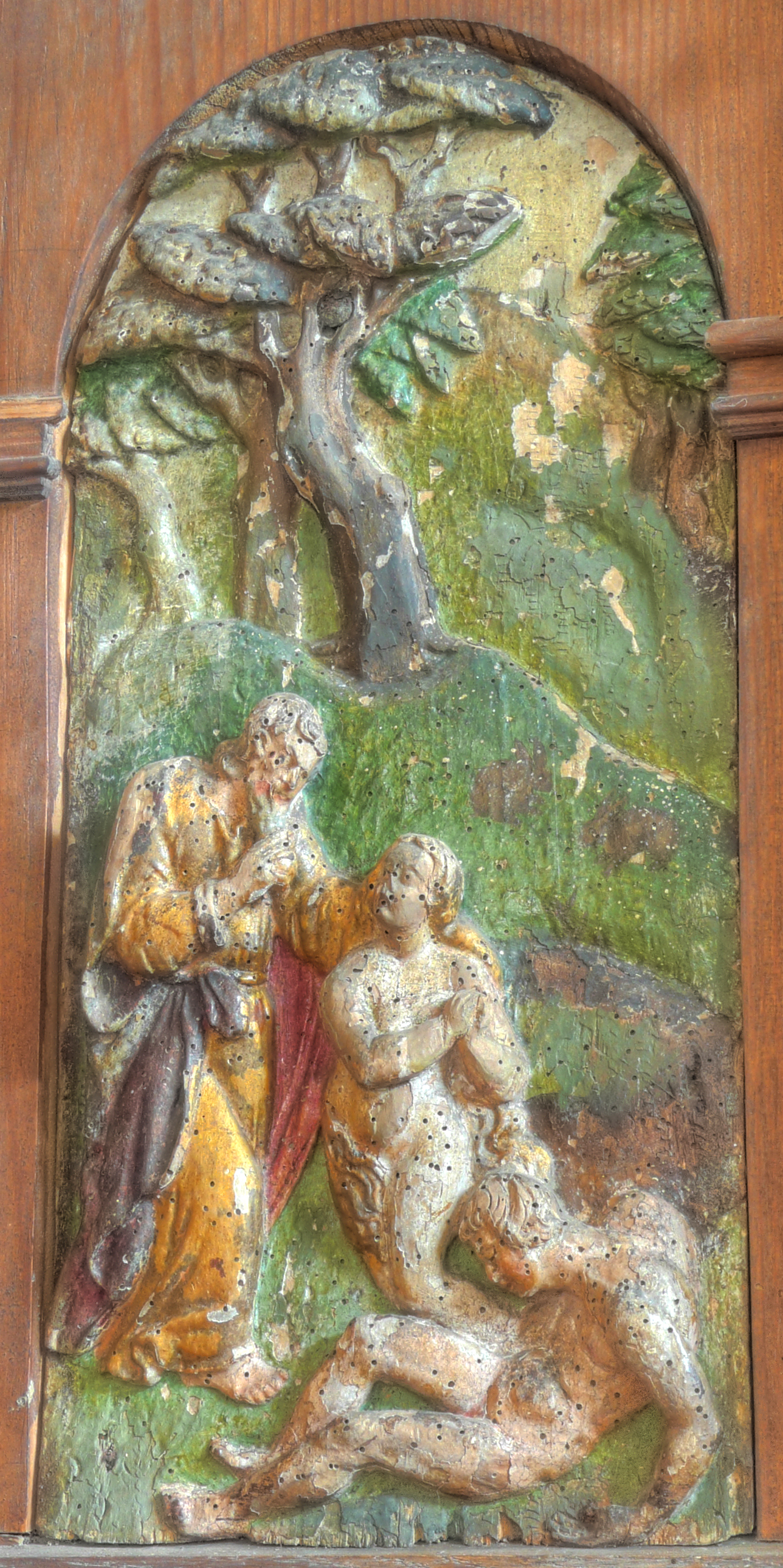
Renaissancekanzel: Erschaffung Evas (Relief am Kanzelkorb)
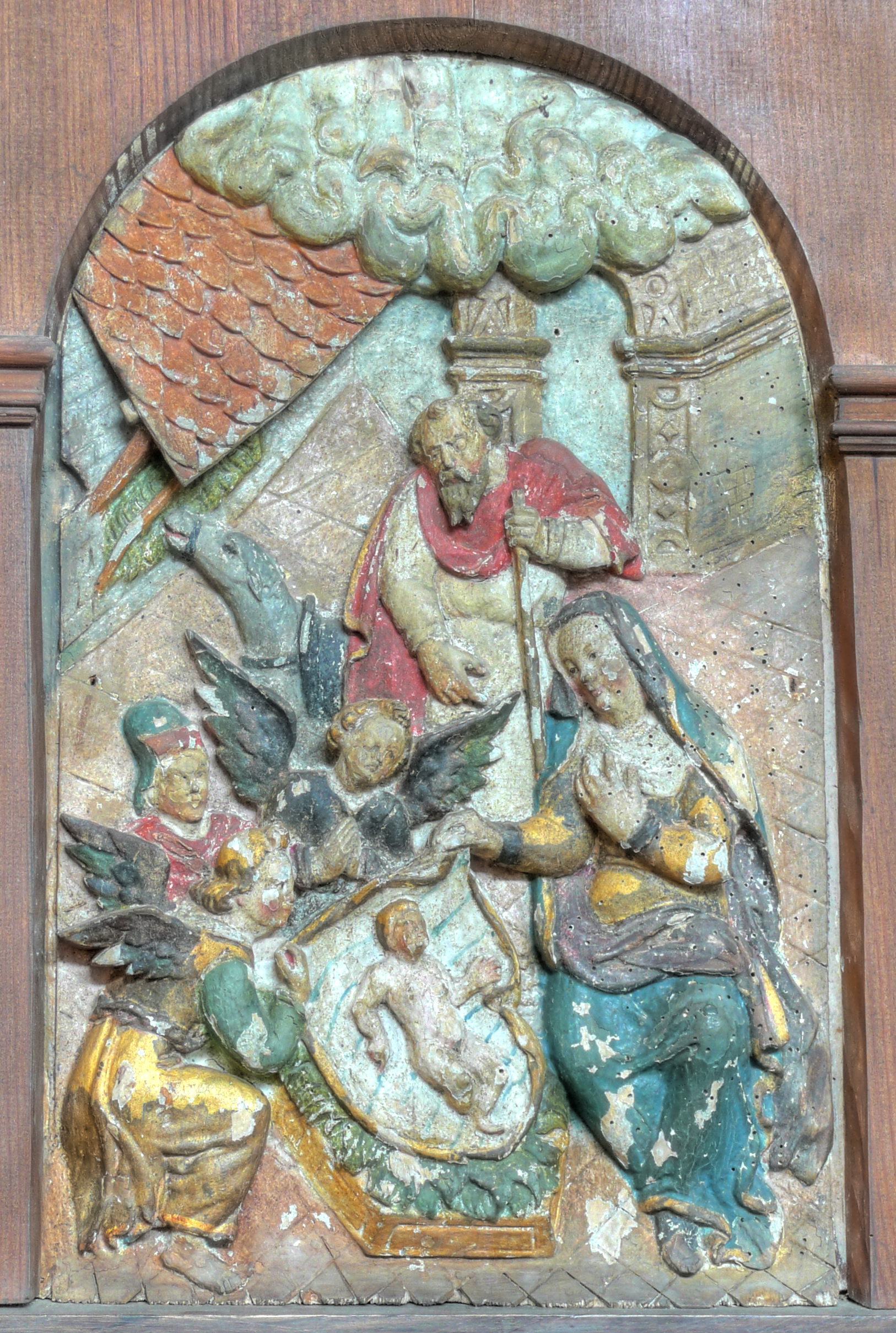
Renaissancekanzel: Geburt Christi (Relief am Kanzelkorb)
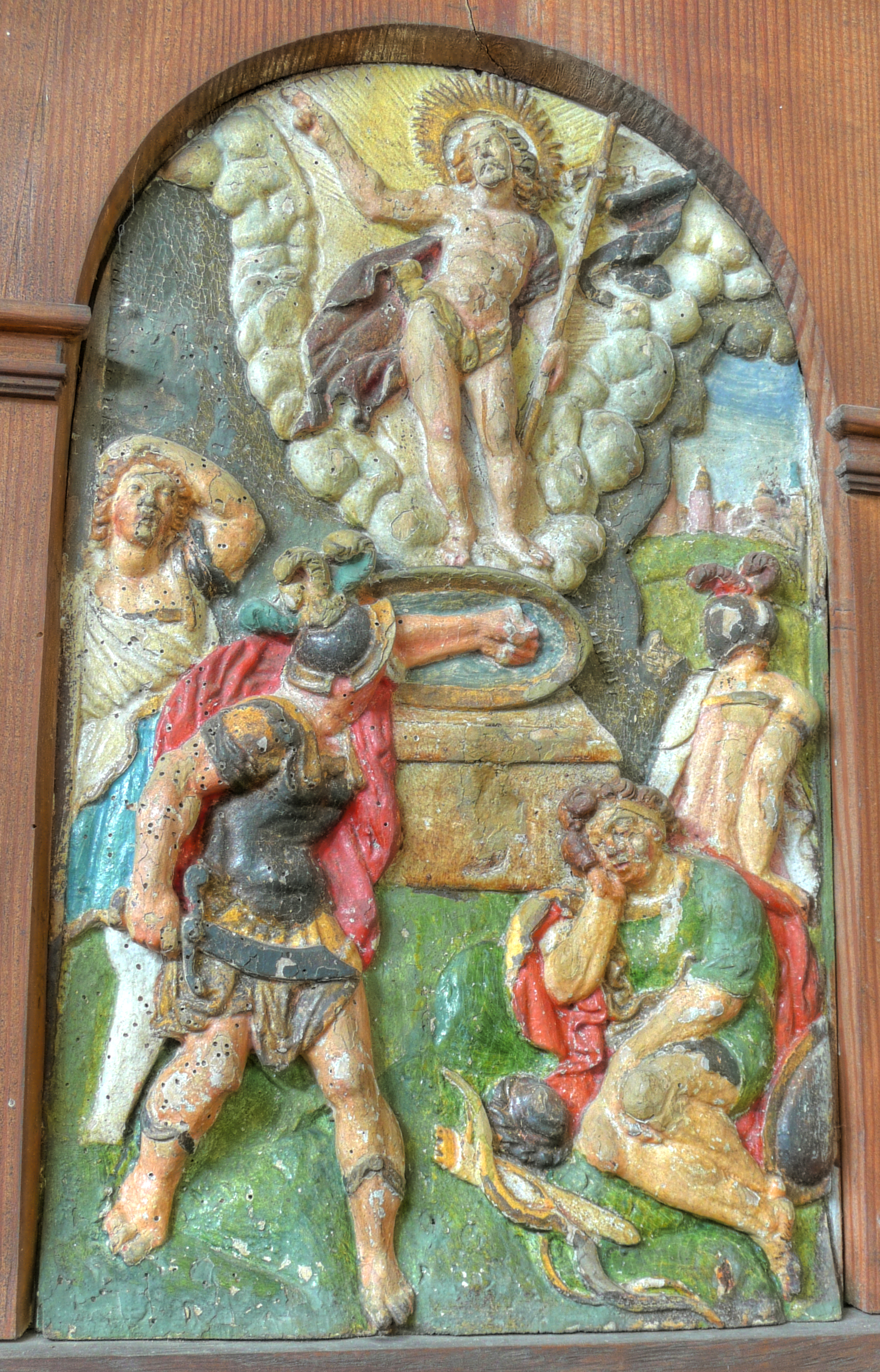
Renaissancekanzel: Auferstehung Christi (Relief am Kanzelkorb)
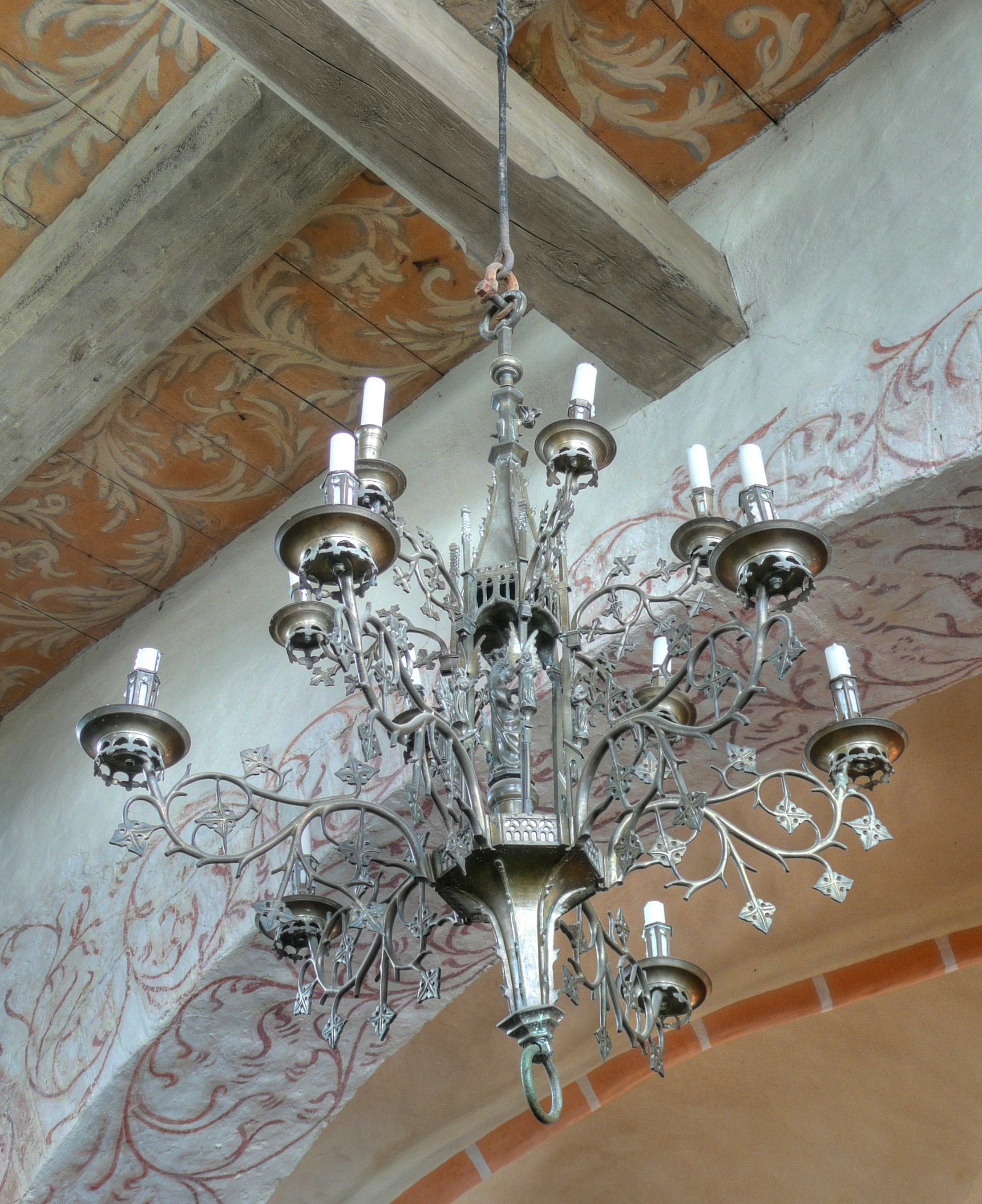
Bronzeleuchter

## Gemeinde
Die Kirchengemeinde Waase/Gingst gehört seit 2012 zur Propstei Stralsund im Pommerschen Evangelischen Kirchenkreis der Evangelisch-Lutherischen Kirche in Norddeutschland. Vorher gehörte sie zum Kirchenkreis Stralsund der Pommerschen Evangelischen Kirche.